# نوکسیس
نوکسیس (به ایتالیایی: Nuxis) یک کومونه در ایتالیا است که در استان کاربونیا-ایگلسیاس واقع شده‌است. نوکسیس ۶۱٫۵ کیلومتر مربع مساحت و ۱٬۷۱۹ نفر جمعیت دارد.